# Девришов, Давудай Абдулсемедович
Давуд Абдулсемедович Девришов (24 июля 1952, Рутул, Дагестанская АССР) — доктор биологических наук (2000), профессор (2003), член-корреспондент Россельхозакадемии (2005), заслуженный ветеринарный врач Российской Федерации (1999), учёный в области ветеринарной иммунологии и биотехнологии, инфекционной патологии животных.

## Биография
Родился 24 июля 1952 года в селе Рутул, Рутульского района, Дагестанской АССР. 
В 1977 году — окончил Московскую академию ветеринарной медицины и биотехнологии им. К. И. Скрябина (МГАВМиБ). 
В 1986 году — кандидат ветеринарных наук, в 2000 году — доктор биологических наук, 2003 году — профессор, 2005 году — член-корреспондент Россельхозакадемии.
С 1977—1980 год — работал ветеринарным врачом-ординатором кафедры болезней молодняка. В период с 1980 по 1984 год — младший научный сотрудник проблемной лаборатории по изучению патологии обмена веществ. С 1984—1989 год — старший научным сотрудник лаборатории болезней молодняка при кафедре болезней молодняка. С 1989 по 1992 год — ведущий научный сотрудник. С 1992 по 1999 год — заведующий лабораторией болезней молодняка. В 2000—2003 год — заведующий научно-исследовательской лаборатории инфекционной патологии и биотехнологии. 
С 2003 года — заведующий кафедрой иммунологии и научно-исследовательской лабораторией инфекционной патологии и биотехнологии Московской государственной академии ветеринарной медицины и биотехнологии им. К. И. Скрябина.

## Научная деятельность
Основные научные исследования посвящены проблемам фундаментального и прикладного характера иммунологической реактивности организма животных и инфекционной патологии. Девришов разработал новое направление исследований по изучению роли иммунного статуса в этиопатогенезе инфекционных болезней и методы неспецифической иммунокоррекции, имеющее фундаментальное значение для создания здорового поголовья животных. Занимается вопросами создания новых биотехнологий производства лекарственных средств и высокоэффективных средств диагностики и специфической профилактики инфекционных болезней животных. Им созданы и внедрены в практику более 20 ветеринарных иммунологических препаратов. Разработал новые методы и средства контроля эффективности вакцинопрофилактики иммунологического мониторинга — антигенные РНГА диагностикумы против колибактериоза, сальмонеллёза, клебсиеллеза и протейной инфекции.

## Труды
Девришов Д. А. автор более 200 научных работ, в том числе более 30 учебников и учебных пособий. Ряд работ опубликован за рубежом. Имеет 16 авторских свидетельств и патентов на изобретения.

## Награды
- Заслуженный ветеринарный врач Российской Федерации (1999)[6]